# تشارلز بوسويل
تشارلز بوسويل هو دبلوماسي وسياسي نيوزيلندي، ولد في 1886 في Coromandel, New Zealand ‏ في نيوزيلندا، وتوفي في 1956. نشط حزبياً في حزب العمال النيوزيلندي. وقد انتخب عضو مجلس النواب النيوزيلندي ‏.